# Liste der Monuments historiques in Thibie
Die Liste der Monuments historiques in Thibie führt die Monuments historiques in der französischen Gemeinde Thibie auf.

## Liste der Immobilien
| Bezeichnung          | Beschreibung           | Standort         | Kennzeichnung | Schutzstatus | Datum | Bild           |
| -------------------- | ---------------------- | ---------------- | ------------- | ------------ | ----- | -------------- |
| Kirche St-Symphorien | ab dem 12. Jahrhundert | Rue Basse (Lage) | PA00078871    | Classé       | 1911  | weitere Bilder |

## Liste der Objekte
| Bezeichnung | Beschreibung                                             | Standort                           | Kennzeichnung | Schutzstatus | Datum | Bild |
| ----------- | -------------------------------------------------------- | ---------------------------------- | ------------- | ------------ | ----- | ---- |
| Hauptaltar  | Altartisch und Tabernakel; Marmor, Holz, 18. Jahrhundert | in der Kirche St-Symphorien (Lage) | PM51002716    | Inscrit      | 1977  |      |